# Frank Chikane
Frank Chikane, född 3 januari 1951 i Bushbuckridge i Transvaal, är en sydafrikansk statssekreterare, författare och pastor. Han är medlem av African National Congress (ANC). 
Chikane växte upp i Soweto, som son till en predikant inom Apostolic Faith Mission of South Africa (AFMSA) och var tidigt aktiv i Student Christian Movement (SCM). Efter grundskolan började Chikane studera medicin vid University of the North. Där kom han i kontakt med SASO-aktivisten Cyril Ramaphosa och engagerade sig i studentprotester mot apartheid. Chikane tvingades därför 1975 lämna universitetet utan någon examen.
Chikane engagerade sig även inom Azanian People's Organization (AZAPO).
1977 häktades Chikane och torterades, misstänkt för brott mot antiterroristlagarna, men åtalet mot honom lades ned. De följande åren häktades han och misshandlades upprepade gånger av polisen.
1980 avskiljdes han till pastor inom AFMSA. Men sedan han ivrat för olika hjälpprogram inom kyrkan (som soppkök och vuxenundervisning för kyrkans icke läskunniga medlemmar) fick han redan året därpå sparken av den konservativa kyrkoledningen.
Chikane anslöt sig då till den kristna tankesmedjan Institute for Contextual Theology, som förespråkade befrielseteologi och 1987-1994 var han generalsekreterare för det sydafrikanska kyrkorådet SACC. 
1985 tillhörde Chikane de 151 teologer som underskrev Kairosdokumentet - ett kristet motiverat avståndstagande från apartheid. Han var även en av de ledande tillskyndarna av paraplyorganisationen United Democratic Front (UDF).
I slutet av 1989 försökte agenter utsända av apartheidregimen att mörda Chikane.
Dåvarande polisministern Adriaan Vlok och polischefen Johan van der Merwe dömdes senare till tio års fängelse för inblandning i attentatsförsöket. Vlok har offentligt bett Chikane om ursäkt och tvagit hans fötter.
1990 återinsattes Chikane som pastor inom AFMSA och är numera ordförande för AFM International.
Sedan 1997 är han medlem av ANC:s exekutivkommitté och sedan 1999 är Chikane statssekreterare under president Thabo Mbeki.